# Schade um das schöne Geld
Schade um das schöne Geld ist eine deutsche Fernseh-Komödie von Lars Becker aus dem Jahr 2008.

## Handlung
In einem kleinen Dorf an der ostfriesischen Nordseeküste träumen die Menschen von einem besseren Leben oder versuchen ihr ergaunertes besseres Leben gegen die Anderen zu verteidigen. Während sie so ihrer Arbeit oder Beschäftigung nachgehen, knackt plötzlich die dörfliche Tippgemeinschaft den Lottojackpot und gewinnt 25 Millionen Euro. Nun wäre für alle genügend Geld da. Stattdessen beginnen Neid und Missgunst darüber zu bestimmen, wer wie viel und vor allem wer nichts bekommt. Dazu ist jedem jedes Mittel recht, solange das Geld nicht an den Anderen geht.
Mirabel Blinker und Menno Düül werden aus der Gemeinschaft ausgeschlossen und müssen mitansehen, wie die Gier der anderen über das schöne Geld regiert. Menno sucht und findet einen Weg, um sich einen Teil des Gewinns doch noch zu sichern. Er beginnt eine Beziehung mit Mirabels bester Freundin Gloria Hasselt, die noch auf der Gewinnerliste steht. Das ist zu viel für Mirabel. Gemeinsam mit ihrer bis dahin stets ignorierten Jugendbekanntschaft, dem Busfahrer und Laienschauspieler am Heimattheater Bruno Karras, ersinnt sie eine List und stellt dem Pärchen eine Falle. Mit einer Scheinfirma und einem falschen Investmentangebot bringt sie ihre ehemals beste Freundin und ihren untreuen Ex-Freund, von dem sie auch noch schwanger ist, dazu, 200.000 Euro an eine Scheinfirma zu überweisen.
Auch der Fischfabrikant Klaas Jonkers, bei dem Mirabel und Gloria angestellt sind, hat sich gierig dafür starkgemacht, dass Mirabel keinen Gewinnanteil bekommt, und ihr außerdem fristlos im Mutterschutz gekündigt, da er Indizien hat, dass Mirabel hinter dem Betrug an Gloria und Menno steckt. Er hat zwar seine Fabrik und seine Mitarbeiter gut im Griff, umgeht aber mit Hilfe von Mirabels kriminellen Brüdern die behördlichen Umweltauflagen. Mit Mirabels Wissen darüber gibt sich Bruno bei Jonkers als Inspektor der Umweltbehörde aus und lässt sich mit weiteren 200.000 Euro für sein Schweigen schmieren, nachdem Jonkers von Mirabel als falscher Sekretärin des Umweltamtes vor der bevorstehenden Razzia gewarnt wurde, falls der Inspektor diese nicht abbläst. Leider wird Bruno beim Verlassen des Büros von den stets schnell und kriminell denkenden Blinker-Brüdern erkannt, so dass diese nun versuchen, Mirabel und Bruno das Geld abzujagen.

## Hintergrund
Der Film wurde vom 28. September bis 12. November 2006 in Köln und in Ostfriesland gedreht. Gefördert wurde er von der Nord Media mit 120.000 Euro und von der Film- und Medienstiftung NRW mit 450.000 Euro. Seine Premiere hatte der Film am 7. Juni 2008 auf dem Festival Großes Fernsehen in Köln. Seine deutsche Erstausstrahlung war am 16. Februar 2009 im ZDF. Dabei wurde er von 5,29 Mio. Zuschauern gesehen.

## Kritiken
„Sehr unterhaltsame, gut gespielte Fernseh-Dorfkomödie, deren überbordende Komik spielend kleine inszenatorische Schwächen überstrahlt. Wunderbar pointierte Dialoge, eine originelle Sprache und der absurde Humor machen den Film ausgesprochen vergnüglich.“

„Regisseur Lars Becker gehört nicht erst durch seine erfolgreiche ‚Nachtschicht‘-Reihe zur ersten Garde der deutschen TV-Regisseure. Hier zeigt er nach Genrewerken wie ‚Das Gelbe vom Ei‘ und ‚Der beste Lehrer der Welt‘ einmal mehr, dass er nicht nur hochspannende Krimi-Unterhaltung beherrscht, sondern auch mit Komödien zu überzeugen weiß. Einmal mehr erzählt er nach seinem eigenen Drehbuch eine witzige Geschichte mit einer Menge skurriler, friesisch herber Figuren. Bemerkenswert: die Ansammlung namhafter Schauspieler, die zum Teil schon mehrfach mit Becker zusammengearbeitet haben.“

„Ganz eindeutig: Dieser Klamauk hat auch dem Starensemble Spaß gemacht. […] Flotte Friesenfarce mit illustrem Ensemble“

„Hier nämlich, dicht am Watt und mit maritimem Lokalkolorit, hat Lars Becker mit seiner Begabung für neue deutsche Komödien im Auftrag des ZDF seinen jüngsten Streich angesiedelt: die Lotto-Burleske ‚Schade um das schöne Geld‘. […] Das macht Spaß. Der ist ‚Schade um das schöne Geld‘ durchweg anzumerken, selbst wenn der Regisseur Becker schlauer erscheint als der Drehbuchautor Becker. Zu unglaubwürdig sind die schlichten Täuschungsmanöver, mit denen Busfahrer Bruno seiner Mirabel zu Gerechtigkeit verhelfen will. […] Diese fast prophetisch aktuellen Züge wiegen die allzu flachen Volten von Lars Beckers liebevoll gemachter Flachlandsaga beinahe wieder auf.“

„Lars Becker ist auf Nummer sicher gegangen. Der Regisseur, eher heimisch im Krimigenre (‚Nachtschicht‘), griff für seinen neuen Film auf Darsteller zurück, die man als dreiviertel Miete für eine gelungene Komödie bezeichnen kann. Allesamt erfahrene Leute auf dem Gebiet: Uwe Ochsenknecht, Heike Makatsch, Armin Rohde und Christian Ulmen. Was soll da noch schiefgehen? Um es vorwegzunehmen: Es geht nicht schief.“